# Arcachon
Arcachon é uma comuna francesa na região administrativa da Nova Aquitânia, no departamento da Gironda. Estende-se por uma área de 7,56 km². Em 2010 a comuna tinha 11 825 habitantes (densidade: 1 564,2 hab./km²).557 hab/km².